# Xanthogaleruca
Xanthogaleruca là một chi bọ cánh cứng trong họ Chrysomelidae.
Chi này được miêu tả khoa học năm 1934 bởi Laboissiere.

## Các loài
Chi này gồm các loài:
- Xanthogaleruca luteola Müller, 1766